# Výškov
Obec Výškov (německy Wischkowa) se nachází v okrese Louny v Ústeckém kraji. Žije v ní 483 obyvatel. Místní železniční zastávka se jmenuje Výškov v Čechách (přídomek byl patrně zvolen za účelem jednoznačného odlišení od moravského města Vyškova, kterému se říkalo také Víškov a kterému se přidal přídomek na Moravě).

## Historie
První písemná zmínka o obci pochází z roku 1392.
V roce 1900 zde žilo 300 obyvatel německé a 13 české národnosti.

## Obyvatelstvo
| Obec Výškov        | Obec Výškov | Obec Výškov | Obec Výškov | Obec Výškov | Obec Výškov | Obec Výškov | Obec Výškov | Obec Výškov | Obec Výškov | Obec Výškov | Obec Výškov | Obec Výškov | Obec Výškov | Obec Výškov |
|                    | 1869        | 1880        | 1890        | 1900        | 1910        | 1921        | 1930        | 1950        | 1961        | 1970        | 1980        | 1991        | 2001        | 2011        |
| ------------------ | ----------- | ----------- | ----------- | ----------- | ----------- | ----------- | ----------- | ----------- | ----------- | ----------- | ----------- | ----------- | ----------- | ----------- |
| Obyvatelé          | 560         | 600         | 591         | 703         | 853         | 849         | 859         | 639         | 646         | 579         | 448         | 397         | 371         | 506         |
| Místní část Výškov |             |             |             |             |             |             |             |             |             |             |             |             |             |             |
| Obyvatelé          | 281         | 292         | 256         | 313         | 383         | 384         | 378         | 273         | 304         | 296         | 292         | 269         | 248         | 392         |
| Domy               | 40          | 44          | 44          | 64          | 62          | 64          | 74          | 82          | 68          | 75          | 86          | 90          | 95          | 134         |

## Pamětihodnosti
Na návsi stojí barokní kaple Obětování Panny Marie z roku 1743.

## Průmysl
Severně od vesnice se nachází Elektrárna Počerady.
Východně od vesnice se nachází rozvodna společnosti ČEPS, do které ústí vedení z elektrárny.

## Galerie

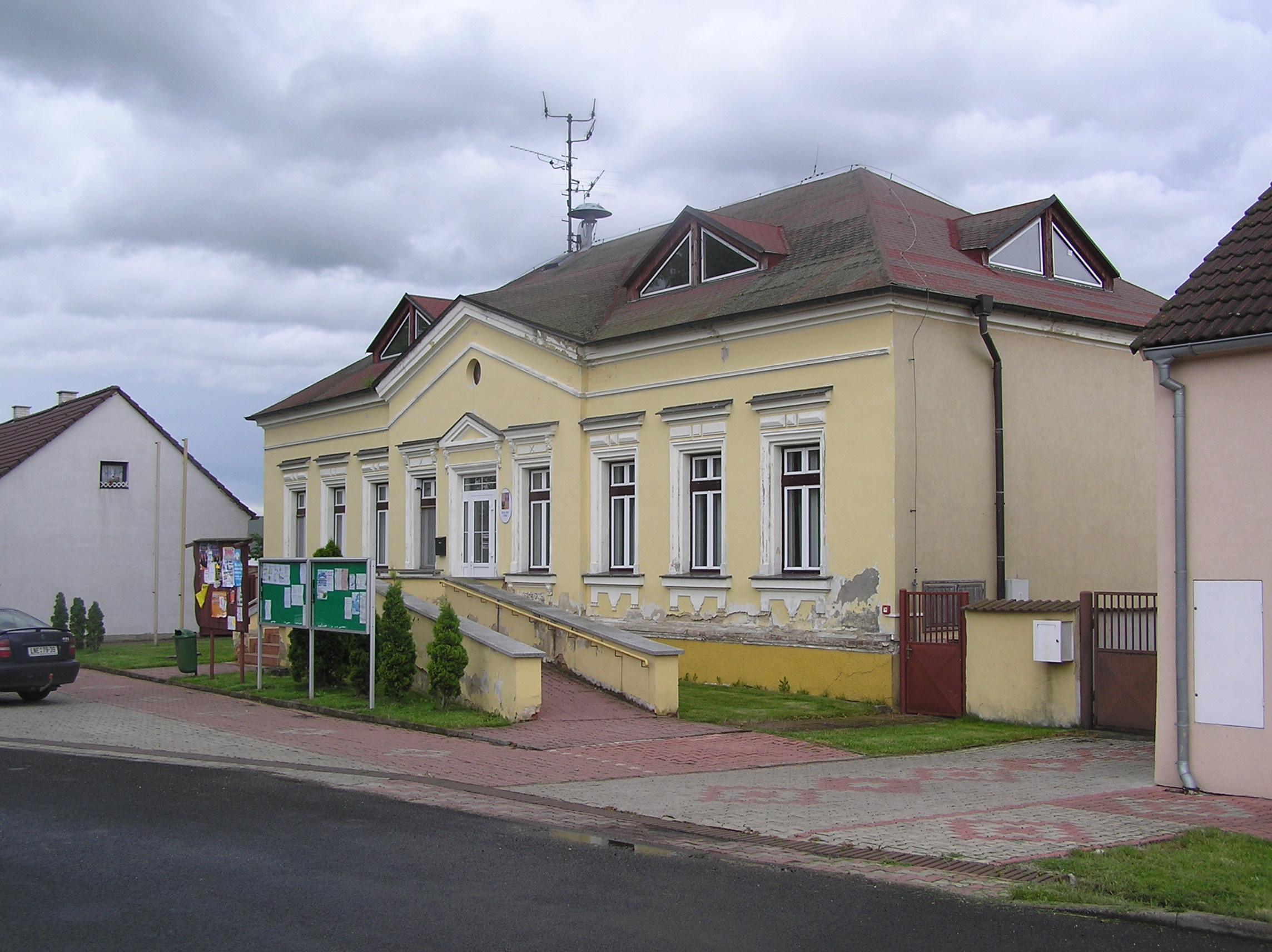
Obecní úřad
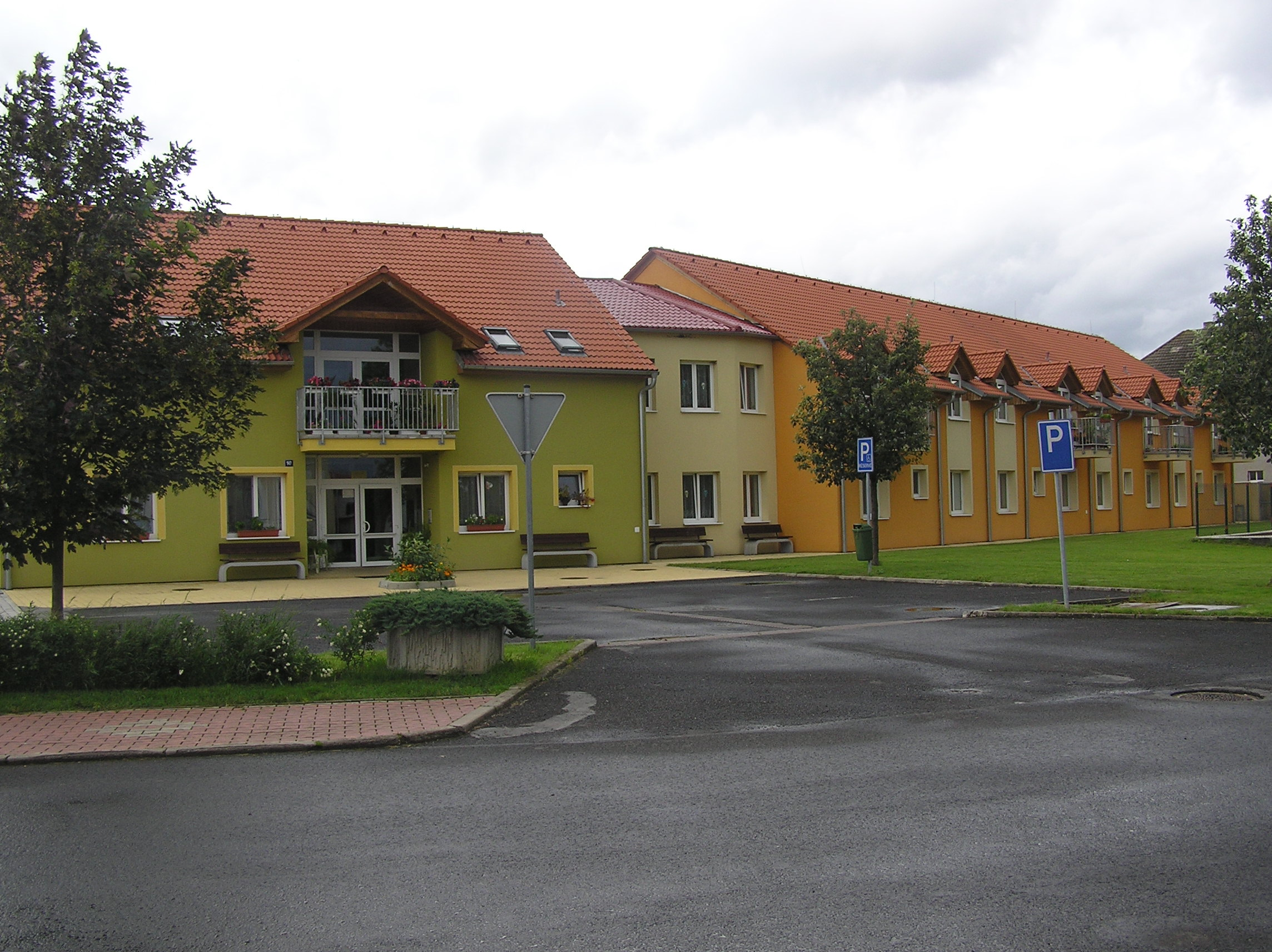
Moderní výstavba
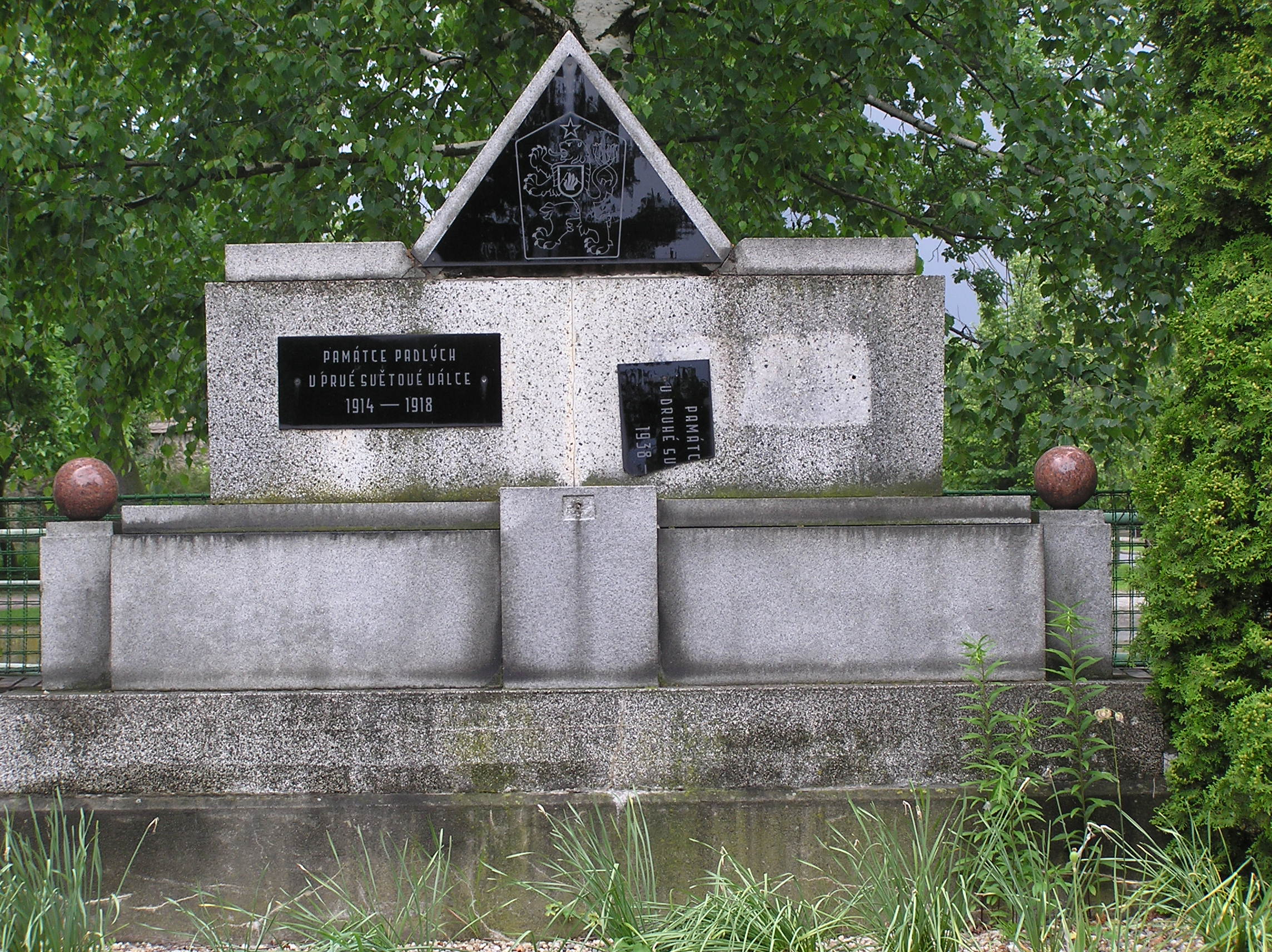
Pomník padlým v první světové válce
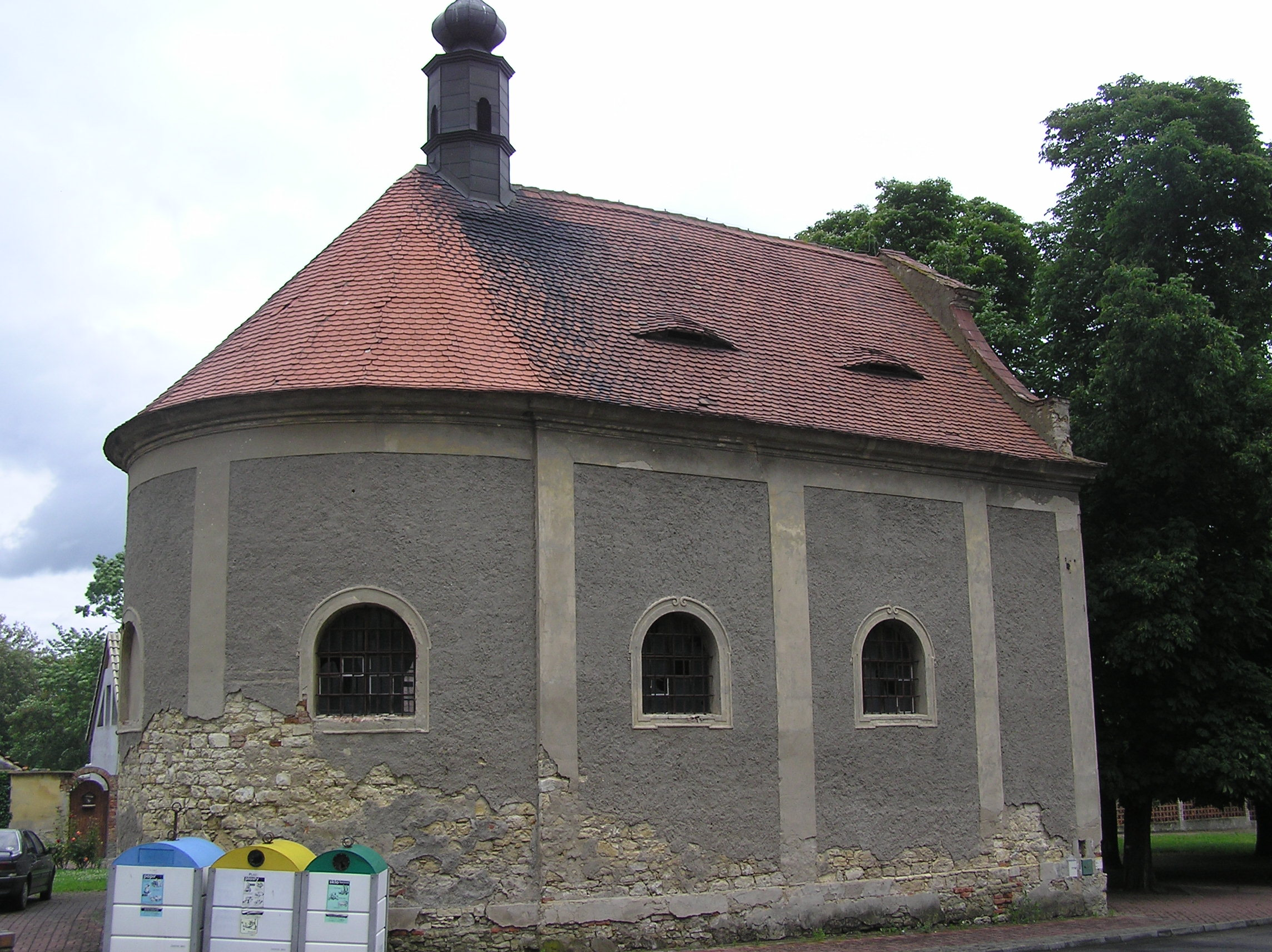
Kaple Obětování Panny Marie

## Části obce
- Výškov
- Počerady

K obci náleží též katastrální území zaniklé vesnice Třískolupy.